# فهرست برندگان جایزه نوبل ادبیات
جایزهٔ نوبل در ادبیات را آکادمی سلطنتی علوم سوئد هرساله برای مشارکت‌های برجسته در زمینهٔ ادبیات به نویسندگان آثار ادبی اهدا می‌کند. این جایزه، یکی از شش جایزهٔ نوبل است که از سال ۱۸۹۵، بنا به خواستهٔ آلفرد نوبل اهدا می‌شود. جایزهٔ نوبل افزون بر ادبیات، در زمینه‌های فیزیک، شیمی، اقتصاد، صلح و فیزیولوژی یا پزشکی اهدا می‌شود. این جایزه توسط بنیاد نوبل اداره می‌شود و آن را یک کمیتهٔ متشکل از پنج عضو منتخب آکادمی علوم سلطنتی سوئد به برندگان اعطا می‌کند. هر جایزه شامل یک مدال، یک دیپلم افتخار و جایزهٔ نقدی است که مبلغ آن در هر سال متفاوت است.
نخستین جایزه نوبل ادبیات در سال ۱۹۰۱ به سولی پرودوم از فرانسه اهدا شد. مقدار این جایزه ۱۵۰٬۷۸۲ کرون سوئد بود که در ژانویه ۲۰۱۸ برابر با ۸٬۸۲۳٬۶۳۷٫۷۸ کرون برآورد شد. از سال ۲۰۰۱ تا سال ۲۰۱۱ مقدار جایزه به ۱۰ میلیون کرون افزایش یافت. سال ۲۰۰۸ جایزه ۱۰٬۰۰۰٬۰۰۰ کرونی به ژان ماری گوستاو لوکلزیو رسید که ارزش آن معادل ۱٫۴ میلیون دلار آمریکا یا اندکی بیش از ۱ میلیون یورو بود. این مقدار از سال ۲۰۱۲ به هشت میلیون کرون کاهش پیدا کرده‌است. این جایزه سالانه در استکهلم در تاریخ ۱۰ دسامبر برابر با سالگرد مرگ نوبل به برندگان اهدا می‌شود.
از سال ۱۹۰۱ تا سال ۲۰۱۹ این جایزه به ۱۱۶ نفر تعلق گرفته‌است.
در سال ۱۹۵۸ بوریس پاسترناک ابتدا جایزه را پذیرفت اما سپس تحت فشار کشور خود (اتحاد جماهیر شوروی سوسیالیستی) از پذیرفتن آن سر باز زد. ژان پل سارتر نیز در سال ۱۹۶۴ از قبول جایزه نوبل خودداری کرد زیرا هیچ‌یک از افتخارات رسمی را نپذیرفته بود.
مدال نوبل ادبیات توسط مجسمه‌ساز و قلم زن سوئدی اریک لیندبرگ طراحی شد که مرد جوانی را زیر درخت غار در حالی نشان می‌دهد که یک آهنگ از ماس، الههٔ شعر و موسیقی، مسحورانه گوش می‌دهد و می‌نویسد. زیگموند فروید عصب‌شناس اتریشی، پس از ۱۲ بار کاندیدا شدن در نوبل پزشکی و عدم موفقیت در دریافت آن، در سال ۱۹۳۶ توسط رومن رولان برنده نوبل ادبیات در سال ۱۹۱۵ کاندیدای دریافت نوبل ادبیات شد.

## نگاه اجمالی
تاکنون ۱۴ زن موفق به کسب جایزه نوبل ادبیات شده‌اند که به جز در زمینهٔ صلح از سایر زمینه‌های جایزهٔ نوبل بیشتر بوده‌است. سلما لاگرلوف (برنده جایزه در سال ۱۹۰۹) اولین زنی بود که موفق به دریافت جایزه نوبل ادبیات شد.
این جایزه در سال‌های (۱۹۰۴، ۱۹۱۷، ۱۹۶۶، ۱۹۷۴) تنها به دو نفر اهدا شده‌است.
در سال‌های (۱۹۱۴، ۱۹۱۸، ۱۹۳۵، ۱۹۴۰–۱۹۴۳ و ۲۰۱۸) این جایزه به هیچ‌کس اهدا نشد. طبق اساسنامه بنیاد نوبل هرگاه هیچ‌یک از آثار مورد نظر اهمیت لازم را نداشتند، مبلغ جایزه باید برای سال آیندهٔ آن ذخیره شود. اگر در سال بعد نیز نتوانستند به اثری شایسته را بیابند مبلغ جایزه به بودجه محدود بنیاد نوبل اضافه می‌شود. در طول جنگ‌های جهانی اول و دوم کمترین جایزه نوبل اهدا شد.
جوانترین برندهٔ جایزه نوبل ادبیات رودیارد کیپلینگ (برندهٔ جایزه در سال ۱۹۰۷) است که در هنگام دریافت جایزه ۴۲ سال داشت. پیرترین دریافت‌کنندهٔ این جایزه نیز دوریس لسینگ (برندهٔ جایزه در سال ۲۰۰۷) است که در هنگام دریافت جایزه ۸۸ سال سن داشت.
تنها کسی که پس از مرگش موفق به دریافت جایزه نوبل شده‌است اریک آکسل کارلفلدت است. طبق اساسنامهٔ بنیاد نوبل هیچ‌کس نمی‌تواند جایزه نوبل را پس از مرگش دریافت کند اما کارلفلدت پس از اعلام خبر برنده شدنش درگذشت. شش نفر از هفت برندهٔ سوئدی جایزهٔ نوبل ادبیات، سابقه عضویت در آکادمی سلطنتی سوئد را داشتند.
فرانسه با دریافت ۱۶ جایزهٔ نوبل ادبیات بیشترین سهم را در نوبل ادبیات دارد. ایالات متحده آمریکا با ۱۲ و بریتانیا با ۱۱ جایزه بعد از فرانسه بیشترین برنده را دارند. ۳۰ برنده نوبل ادبیات دارای آثاری به زبان انگلیسی هستند.
رابیندرانات تاگور، ساموئل بکت و جوزف برودسکی علاوه بر زبان انگلیسی به ترتیب آثارشان را به زبان بنگالی، زبان فرانسوی و زبان روسی منتشر می‌کردند. آثار منثور با ۷۶ جایزه بیشترین سهم را در میان ژانرها دارد. پس از نثر، شعر با ۳۳ جایزه، نمایشنامه با ۱۴ جایزه، فلسفه و تاریخ‌نویسی هر کدام با ۳ جایزه قرار دارند. در حالی که اکثر مردم فکر می‌کردند وینستون چرچیل برای نوبل صلح کاندیدا می‌شود او برنده جایزه نوبل ادبیات شد. او بیست و یک بار برای نوبل ادبیات و دو بار برای نوبل صلح کاندیدا شد بود.
هفت برنده نوبل ادبیات توسط برندگان پیشین این جایزه کاندیدا شده بودند. ورنر فون هایدنشتام برنده نوبل در سال ۱۹۱۶ با کاندیدا کردن سه برنده، کارل اشپیتلر در سال ۱۹۱۷ و ۱۹۱۹، آنری برگسون در سال‌های ۱۹۱۸ و ۱۹۲۱، فرانس امیل سیلانپا در سال ۱۹۳۴ رکورد دار است. هر چند آنری برگسون در سال ۱۹۲۷ و فرانس امیل سیلانپا در سال ۱۹۳۹ (سال‌هایی که توسط او هایدنشتام کاندیدا نشده بودند) موفق به اخذ جایزه شدند. ابوالقاسم اعتصام‌زاده در سال ۱۹۴۴ از ایران نامزد دریافت جایزه نوبل ادبیات شده بود که موفق به دریافت آن نشد.

## برندگان جایزه
| سال  | تصویر         | نام                      | کشور[الف]                                       | زبان                        | برای | نوع                                    |               |
| ---- | ------------- | ------------------------ | ----------------------------------------------- | --------------------------- | --- | -------------------------------------- | ------------- |
| ۱۹۰۱ |               | سولی پرودوم              | فرانسه                                          | زبان فرانسوی                | «به پاس ترکیب شاعرانه‌اش، که گواهی بر آرمان‌گرایی والا، کمال هنری و ترکیبی نادر از ویژگی‌های قلبی و عقلی است.» | شعر، نوشتار                            |               |
| ۱۹۰۲ |               | تئودور مومسن             | آلمان                                           | زبان آلمانی                 | «به خاطر اثر برجسته‌اش در زمینه‌ی تاریخ‌نگاری، به‌ویژه شاهکارش تاریخ روم (Römische Geschichte)، که به عنوان یکی از بزرگ‌ترین آثار نثر تاریخی در تمام اعصار شناخته می‌شود.»                                                                 | تاریخ، حقوق                            |               |
| ۱۹۰۳ |               | بیورنستیرنه بیورنسون     | نروژ                                            | زبان نروژی                  | «به‌ پاس آثار ادبی نجیب و پرشوری که همواره با ترکیبی از شکوه ذهنی، خلوص اخلاقی و قدرت شاعرانه نوشته شده‌اند.» | شعر، رمان، درام                        |               |
| ۱۹۰۴ |               | فردریک میسترال           | فرانسه                                          | زبان اکسیتان                | «برای شعرهای درخشان حماسی‌اش که با وفاداری عمیق به زبان و فرهنگ بومی جنوب فرانسه (اُکسیتان/پرووانسی) سروده شده‌اند، و برای کمک به احیای زبان اکسیتان.»                                                                                  | شعر، لغت‌شناسی                          |               |
| ۱۹۰۴ |               | خوزه اچه‌خارای            | اسپانیا                                         | زبان اسپانیایی              | «به‌خاطر آثار متعدد و درخشانش در نمایشنامه‌نویسی که با شور و قدرت دراماتیک، مسائلی اخلاقی را با وضوحی والا بیان می‌کند.» | درام                                   |               |
| ۱۹۰۵ |               | هنریک سینکیه‌ویچ          | لهستان                                          | زبان لهستانی                | «به‌خاطر آثار برجسته‌اش در حماسه‌نویسی که با نیرویی حماسی و خاص، تاریخ ملت خود را زنده کرد.» | رمان                                   |               |
| ۱۹۰۶ |               | جوسوئه کاردوچی           | ایتالیا                                         | زبان ایتالیایی              | «نه تنها به خاطر توجه به فراگیری عمیق و تحقیق منتقدانه، بلکه بالاتر از آن به عنوان تکریم یک انرژی خلاقانه، تازگی سبک، و نیروی شاعرانه که به اشعار شاهکارانه اش شخصیت می‌بخشد.»                                                        | شعر                                    |               |
| ۱۹۰۷ |               | رودیارد کیپلینگ          | بریتانیا                                        | زبان انگلیسی                | «به خاطر داستان‌ها، رمان‌ها و اشعارش و قدرت مشاهده و تخیل پیشرو و اثر به اوج رسیده مفاهیم و هنر توصیف که وجه بارز آفرینشهای این نویسنده برجسته است.»                                                                                   | رمان، داستان کوتاه، شعر                |               |
| ۱۹۰۸ |               | رودولف کریستف یوکن       | آلمان                                           | زبان آلمانی                 | «نه تنها در توجه به یادگیری عمیق و تحقیق‌های منتقدانه، بلکه بالاتر از همه برای تکریم انرژی خلاقانه، سبک تازه و نیروی شاعرانه‌ای که به شاهکارهای شاعرانه شخصیت می‌بخشد.»                                                                 | فلسفه                                  |               |
| ۱۹۰۹ |               | سلما لاگرلوف             | سوئد                                            | زبان سوئدی                  | «به پاس نوشته‌های برجسته‌ی پُر از خیال‌پردازی، شیوایی و پاکی، که روح تازه‌ای به ادبیات وارد کردند.» | رمان، داستان کوتاه                     |               |
| ۱۹۱۰ |               | پاول هایزه               | آلمان                                           | زبان آلمانی                 | «به عنوان تکریم هنرمندی تمام و کمال، نفوذ با آرمانگرایی، که در طول زندگی حرفه‌ای اش به عنوان شاعر، نمایشنامه نویس، رمان‌نویس و نویسنده مشهور داستان‌های کوتاه نشان می‌دهد.»                                                              | شعر، درام، رمان، داستان کوتاه          |               |
| ۱۹۱۱ |               | موریس مترلینک            | بلژیک                                           | زبان فرانسوی                | «به تقدیر فعالیت‌های چندگانه در ادبیات، و به خصوص آثار دراماتیک او، که با تصویرسازی غنی و با علاقه شاعرانه که بعضی اوقات مانند داستان‌های پری نشان می‌دهد، یک الهام عمیق، در حالیکه از خواننده تحریک تصویرسازی و احساسات را طلب می‌کند.» | درام، شعر، نوشتار                      |               |
| ۱۹۱۲ |               | گرهارد هاوپتمان          | آلمان                                           | زبان آلمانی                 | «در درجه اول به خاطر زاینده بودن، تنوع و برجستگی آثار در حوزه هنرهای دراماتیک.» | درام، رمان                             |               |
| ۱۹۱۳ |               | رابیندرانات تاگور        | هند                                             | زبان بنگالی                 | «به خاطر احساسات عمیقش، اشعار تازه و زیبا، که به وسیله آن با مهارت کامل، اندیشه شعری خودش را ساخت. بیان اشعار انگلیسی بخشی از ادبیات غرب است.»                                                                                       | شعر، رمان، درام، داستان کوتاه، موسیقی  |               |
| ۱۹۱۴ | اعطا نشده‌است. | اعطا نشده‌است.            | اعطا نشده‌است.                                   | اعطا نشده‌است.               | اعطا نشده‌است. | اعطا نشده‌است.                          | اعطا نشده‌است. |
| ۱۹۱۵ |               | رومن رولان               | فرانسه                                          | زبان فرانسوی                | «به عنوان احترام به آرمانگرایی آثار ادبی او و همدردی و عشق به حقیقت در توصیف اشکال مختلف انسان‌ها.» | رمان                                   |               |
| ۱۹۱۶ |               | ورنر فون هایدنشتام       | سوئد                                            | زبان سوئدی                  | «به رسمیت شناختن اهمیت او به عنوان یکی از نمایندگان برجسته ادبیات زمان ما.» | شعر، رمان                              |               |
| ۱۹۱۷ |               | کارل آدولف گیلروپ        | دانمارک                                         | زبان دانمارکی               | «به خاطر اشعار غنی و متنوع او که از آرمانگرایی نشأت می‌گیرد.» | شعر                                    |               |
| ۱۹۱۷ |               | هنریک پونتوپیدان         | دانمارک                                         | زبان دانمارکی               | «برای توصیف معتبر خود از زندگی حال در دانمارک.» | رمان                                   |               |
| ۱۹۱۸ | اعطا نشده‌است. | اعطا نشده‌است.            | اعطا نشده‌است.                                   | اعطا نشده‌است.               | اعطا نشده‌است. | اعطا نشده‌است.                          | اعطا نشده‌است. |
| ۱۹۱۹ |               | کارل اشپیتلر             | سوئیس                                           | زبان آلمانی                 | «در تقدیر از حماسه بزرگ او: بهار المپیک.» | شعر                                    |               |
| ۱۹۲۰ |               | کنوت هامسون              | نروژ                                            | زبان نروژی                  | «به خاطر رمان‌هایش همچنین نگارش رمان محصول مزرعه.» | رمان                                   |               |
| ۱۹۲۱ |               | آناتول فرانس             | فرانسه                                          | زبان فرانسوی                | «به خاطر به رسمیت شناختن دستاوردهای ادبی خیره‌کننده او، مشخص کردن اصالت سبک نوشتاری، هم دردی عمیق بشری، بخشندگی و خوی یک فرانسوی حقیقی. .»                                                                                            | رمان، شعر                              |               |
| ۱۹۲۲ |               | خاسینتو بناونته          | اسپانیا                                         | زبان اسپانیایی              | «به خاطر شیوهٔ شاد او در ادامه دادن سنت‌های درخشان نمایشنامه‌های اسپانیایی.» | درام                                   |               |
| ۱۹۲۳ |               | ویلیام باتلر ییتس        | جمهوری ایرلند                                   | زبان انگلیسی                | «به خاطر اشعار همیشه الهام بخش او، که در یک فرم هنری عالی روح یک ملت را برای ما بیان می‌کند.» | شعر                                    |               |
| ۱۹۲۴ |               | ووادیسواف ریمونت         | لهستان                                          | زبان لهستانی                | «به خاطر حماسه بزرگ ملی او: دهقانان.» | رمان                                   |               |
| ۱۹۲۵ |               | جرج برنارد شاو           | جمهوری ایرلند                                   | زبان انگلیسی                | «به خاطر کارهایش که با ایده‌آلیسم و بشر دوستی شناخته می‌شود، این طعنه مهیج را معمولاً با یک شعر زیبای منحصر به فرد تزریق می‌کند.» | درام، نقد ادبی                         |               |
| ۱۹۲۶ |               | گراتزیا دلدا             | ایتالیا                                         | زبان ایتالیایی              | «به خاطر الهام آرمانگرایی در نوشته‌هایش با وضوح انعطاف‌پذیر تصویر زندگی در جزیره بومی اش و همراه با عمق و مقداری همدردی با مشکلات کلی انسانی.»                                                                                         | شعر، رمان                              |               |
| ۱۹۲۷ |               | آنری برگسون              | فرانسه                                          | زبان فرانسوی                | «به رسمیت شناختن ایده‌های غنی و حیات بخش او و مهارت درخشان او که آن‌ها ارائه می‌دهند.» | فلسفه                                  |               |
| ۱۹۲۸ |               | سیگرید اوندست            | نروژ                                            | زبان نروژی                  | «اصولاً به خاطر توصیف‌های قدرتمند او از زندگی شمالی در میانسالی.» | رمان                                   |               |
| ۱۹۲۹ |               | توماس مان                | آلمان                                           | زبان آلمانی                 | «اصولاً برای رمان بزرگش زوال یک خاندان و به رسمیت شناخته شدن آن به‌طور پیوسته به عنوان یکی از کارهای کلاسیک ادبیات معاصر.» | رمان، داستان کوتاه، انشا               |               |
| ۱۹۳۰ |               | سینکلر لوئیس             | ایالات متحده آمریکا                             | زبان انگلیسی                | «به خاطر هنر ترسیمی و شدید او در توصیف، و توانایی‌های او در شوخی و بذله گویی و خلق کردن اشکال جدیدی از کاراکترها.» | رمان، داستان کوتاه، دراما              |               |
| ۱۹۳۱ |               | اریک آکسل کارلفلدت       | سوئد                                            | زبان سوئدی                  | «به خاطر اشعار اریک آکسل کارلفلدت» | شعر                                    |               |
| ۱۹۳۲ |               | جان گالزورثی             | بریتانیا                                        | زبان انگلیسی                | «به خاطر هنر روایت برجسته او، به‌طوری‌که بهترین فرم را برای حماسۀ فورسایت برمی‌گزیند.» | رمان                                   |               |
| ۱۹۳۳ |               | ایوان الکسی‌ویچ بونین     | روسیه، زندگی در فرانسه)                         | زبان روسی                   | «به خاطر سخت‌گیری او در هنر و حمل کردن سنت‌های کلاسیک روسی در نثر نوشته‌هایش.» | داستان کوتاه، شعر، رمان                |               |
| ۱۹۳۴ |               | لوئیجی پیراندلو          | ایتالیا                                         | زبان ایتالیایی              | «به خاطر برجستگی و قوه ابتکار او در احیا هنر منظره و دراماتیک.» | دراما، رمان، داستان کوتاه              |               |
| ۱۹۳۵ | اعطا نشده‌است. | اعطا نشده‌است.            | اعطا نشده‌است.                                   | اعطا نشده‌است.               | اعطا نشده‌است. | اعطا نشده‌است.                          | اعطا نشده‌است. |
| ۱۹۳۶ |               | یوجین اونیل              | ایالات متحده آمریکا                             | زبان انگلیسی                | «برای قدرت، صداقت و احساسات عمیق کارهای دراماتیک او، که یک مفهوم تراژدی مجسم کرد.» | دراما                                  |               |
| ۱۹۳۷ |               | روژه مارتن دو گار        | فرانسه                                          | زبان فرانسوی                | «به خاطر قدرت و صداقت هنری که کشمکش‌های انسانی را از بعضی جهات اساسی زندگی معاصر در دورهٔ خانواده تیبو به خوبی نشان می‌دهد» | رمان                                   |               |
| ۱۹۳۸ |               | پرل باک                  | ایالات متحده آمریکا                             | زبان انگلیسی                | «به خاطر توصیف غنی و صادقانه از زندگی روستایی در چین و برای زندگینامه‌های استادانه.» | رمان                                   |               |
| ۱۹۳۹ |               | فرانس امیل سیلانپا       | فنلاند                                          | زبان فنلاندی                | «به خاطر فهم عمیق او از رعایای کشورش و هنر نفیس که راه زندگی آن‌ها و رابطه آن‌ها با طبیعت را به تصویر می‌کشد.» | رمان                                   |               |
| ۱۹۴۰ | اعطا نشده‌است. | اعطا نشده‌است.            | اعطا نشده‌است.                                   | اعطا نشده‌است.               | اعطا نشده‌است. | اعطا نشده‌است.                          | اعطا نشده‌است. |
| ۱۹۴۱ | اعطا نشده‌است. | اعطا نشده‌است.            | اعطا نشده‌است.                                   | اعطا نشده‌است.               | اعطا نشده‌است. | اعطا نشده‌است.                          | اعطا نشده‌است. |
| ۱۹۴۲ | اعطا نشده‌است. | اعطا نشده‌است.            | اعطا نشده‌است.                                   | اعطا نشده‌است.               | اعطا نشده‌است. | اعطا نشده‌است.                          | اعطا نشده‌است. |
| ۱۹۴۳ | اعطا نشده‌است. | اعطا نشده‌است.            | اعطا نشده‌است.                                   | اعطا نشده‌است.               | اعطا نشده‌است. | اعطا نشده‌است.                          | اعطا نشده‌است. |
| ۱۹۴۴ |               | یوهانس ویلهلم ینسن       | دانمارک                                         | زبان دانمارکی               | «به خاطر قدرت نادر باروری تصویرسازی اشعارش که از دامنه گسترده و برجسته حس کنجکاوی ذهنی و سبک خلاقانه تشکیل شده‌است.» | شعر                                    |               |
| ۱۹۴۵ |               | گابریلا میسترال          | شیلی                                            | زبان اسپانیایی              | «به خاطر اشعارش که از احساسات قدرتمندش الهام گرفته شده‌است و نام او را به عنوان نماد آرمان‌گرایی تمام آمریکای لاتین مطرح می‌سازد.» | شعر                                    |               |
| ۱۹۴۶ |               | هرمان هسه                | سوئیس · (متولد آلمان)                           | زبان آلمانی                 | «به خاطر نوشته‌های الهام گرفته شده اش، که با نفوذ و خیرگی رشده کرده‌است، به‌طور مثال آرمان‌های انسان دوستانه کلاسیک و کیفیت بالای سبک.»                                                                                                  | رمان، شعر                              |               |
| ۱۹۴۷ |               | آندره ژید                | فرانسه                                          | زبان فرانسوی                | «به خاطر سهم او و نوشته‌های منحصر به فرد هنرمندانه اش که در آن مشکلات انسانی و شرایط عشق بی باکِ حقیقت و بینش روانی دقیق ارائه شده‌است.»                                                                                                | رمان، انشا                             |               |
| ۱۹۴۸ |               | تی. اس. الیوت            | بریتانیا                                        | زبان انگلیسی                | «به خاطر سهم برجسته و پیشگام او در شعر امروزی.» | شعر                                    |               |
| ۱۹۴۹ |               | ویلیام فاکنر             | ایالات متحده آمریکا                             | زبان انگلیسی                | «به خاطر سهم منحصر بفرد، قدرتمند و هنرمندانه او در رمان مدرن آمریکایی.» | رمان، داستان کوتاه                     |               |
| ۱۹۵۰ |               | برتراند راسل             | بریتانیا                                        | زبان انگلیسی                | «به رسمیت شناختن نوشته‌های متنوع و قابل توجه او که از معیارهای انسان دوستانه و آزادی اندیشه دفاع می‌کرد.» | فلسفه                                  |               |
| ۱۹۵۱ |               | پر لاگرکویست             | سوئد                                            | زبان سوئدی                  | «برای قدرت هنری استقلال حقیقی ذهن که او تلاش کرد در شعرش پاسخ‌هایی برای سوال‌های جاوادان مردم پیدا کند.» | شعر، رمان، داستان کوتاه، دراما         |               |
| ۱۹۵۲ |               | فرانسوا موریاک           | فرانسه                                          | زبان فرانسوی                | «برای بینش روحانی او و شدت هنری که در رمان‌هایش نفوذ زندگی انسانی در درام را نشان می‌دهد.» | رمان، داستان کوتاه                     |               |
| ۱۹۵۳ |               | وینستون چرچیل            | بریتانیا                                        | زبان انگلیسی                | «برای توصیف استادانه تاریخی و زندگینامه گرافی و برای فصاحت و بلاغت او در دفاع از ارزش‌های عالی انسانی.» | تاریخ، انشا                            |               |
| ۱۹۵۴ |               | ارنست همینگوی            | ایالات متحده آمریکا                             | زبان انگلیسی                | «به خاطر استادی در روایت هنرمندانه، که اخیراً در پیرمرد و دریا نشان داد و اعمال نفوذ او در سبک معاصر.» | رمان، داستان کوتاه، فیلمنامه           |               |
| ۱۹۵۵ |               | هالدور لاکسنس            | ایسلند                                          | زبان ایسلندی                | «به خاطر قدرت حماسی زنده او که هنر عالی روایت ایسلند را زنده کرده‌است.» | رمان، داستان کوتاه، دراما، شعر         |               |
| ۱۹۵۶ |               | خوآن رامون خیمنس         | اسپانیا                                         | زبان اسپانیایی              | «برای اشعار تغزلی او، که در زبان اسپانیایی به منزله یک مثال از روحی بزرگ و هنری خالصانه است.» | شعر                                    |               |
| ۱۹۵۷ |               | آلبر کامو                | فرانسه                                          | زبان فرانسوی                | «برای آثار مهم ادبی او که با روشن بینی و شنیدن دقیق مشکلات وجدان انسانی در زمان ما همراه است» | رمان، داستان کوتاه، دراما، فلسفه، انشا |               |
| ۱۹۵۸ |               | باریس پاسترناک           | روسیه                                           | زبان روسی                   | «برای موفقیت‌های مهم او هم در شعر معاصر و هم در زمینه رسوم بزرگ حماسی روسی.» | رمان، شعر، ترجمه                       |               |
| ۱۹۵۹ |               | سالواتوره کوآزیمودو      | ایتالیا                                         | زبان ایتالیایی              | «برای شعرهای بزمی او، که با بیان آتشین کلاسیک تجارب تراژیک زندگی زمان ما را بیان می‌کند.» | شعر                                    |               |
| ۱۹۶۰ |               | سن-ژان پرس               | فرانسه                                          | زبان فرانسوی                | «برای اوج گرفتن پرواز و احضار کردن تصورات از اشعارش در یک روش رؤیایی که بازتاب دهندهٔ شرایط زمان ماست» | شعر                                    |               |
| ۱۹۶۱ |               | ایوو آندریچ              | یوگسلاوی                                        | زبان صربی کرواتی            | «به خاطر نیروی حماسی با رسم زمینه‌ها و نشان دادن سرنوشت بشری براساس تاریخ کشور خود.» | رمان، داستان کوتاه                     |               |
| ۱۹۶۲ |               | جان اشتاین‌بک             | ایالات متحده آمریکا                             | زبان انگلیسی                | «به خاطر تصویرسازی و رئالیستیک نوشته‌هایش، و ترکیب کردن حس طنز دلسوزانه و ادراک اجتماعی حساس.» | رمان، داستان کوتاه، فیلمنامه           |               |
| ۱۹۶۳ |               | گیورگوس سفریس            | یونان                                           | زبان یونانی                 | «برای اشعار برجسته او، که از یک احساس عمیق نسبت به فرهنگ یونان باستان الهام می‌گیرد.» | شعر                                    |               |
| ۱۹۶۴ |               | ژان-پل سارتر             | فرانسه                                          | زبان فرانسوی                | «برای کارهایش که ایده‌ها را برتری بخشید و فضای داستان‌هایش را هوای آزادی و جستجوی حقیقت پر کرده‌است و اعمال نفوذ گسترده در دوران ما.»                                                                                                   | رمان، فلسفه، دراما، نقد ادبی، فیلمنامه |               |
| ۱۹۶۵ |               | میخائیل شولوخف           | روسیه                                           | زبان روسی                   | «به خاطر قدرت و صداقت هنری او، در حماسه دن آرام که به زندگی مردم روسیه وجهه‌ای تاریخی دربیان می‌دهد.» | رمان                                   |               |
| ۱۹۶۶ |               | شموئل یوسف آگنون         | اسرائیل                                         | زبان عبری                   | «به خاطر روایت هنری به شدت خاص و دلایلی از زندگی مردم یهودی.» | رمان، داستان کوتاه                     |               |
| ۱۹۶۶ |               | نلی زاکس                 | آلمان (تبعید به سوئد)                           | زبان آلمانی                 | «به خاطر دراماها و اشعار برجسته اش و تفسیری قابل لمس در تفسیر سرنوشت اسرائیل.» | شعر، دراما                             |               |
| ۱۹۶۷ |               | میگل آنخل آستوریاس       | گواتمالا                                        | زبان اسپانیایی              | «به پاس دستاوردهای ارزندهٔ ادبی او، که ریشه در صفات ملّی و سنت‌های مردم بومی آمریکای لاتین دارد.» | رمان، شعر                              |               |
| ۱۹۶۸ |               | یاسوناری کاواباتا        | ژاپن                                            | زبان ژاپنی                  | «به خاطر روایت مسلط، جوهرهٔ ذهن ژاپنی و حساسیت لحن بیانش.» | رمان، داستان کوتاه                     |               |
| ۱۹۶۹ |               | ساموئل بکت               | جمهوری ایرلند                                   | زبان انگلیسی و زبان فرانسوی | «به خاطر نوشته‌هایش که فرم جدیدی را در رمان‌ها و نمایشنامه‌ها به وجود آورد، در زمانی که انسان مدرن از رسیدن به قله‌ها بازمانده بود.» | رمان، دراما، شعر                       |               |
| ۱۹۷۰ |               | آلکساندر سولژنیتسین      | روسیه                                           | زبان روسی                   | «به خاطر نیروی اخلاقی وی، و پیروی از ضروریات سنتی ادبیات روسیه.» | رمان                                   |               |
| ۱۹۷۱ |               | پابلو نرودا              | شیلی                                            | زبان اسپانیایی              | «برای اشعارش که نیروی عنصری زنده برای سرنوشت و رویاهای یک قاره به ارمغان می‌آورد.» | شعر                                    |               |
| ۱۹۷۲ |               | هاینریش بل               | آلمان                                           | زبان آلمانی                 | «به خاطر نوشته‌هایش که ترکیبی از جهان بینی گستردهٔ زمانهٔ خود و مهارت حساس او در کاراکترسازی است و به تجدید حیات ادبیات آلمان کمک کرده‌است .»                                                                                            | رمان، داستان کوتاه                     |               |
| ۱۹۷۳ |               | پاتریک وایت              | استرالیا                                        | زبان انگلیسی                | «به پاس روایت هنری حماسی و روانشناسانه اش که یک قارهٔ جدید را به ادبیات معرفی کرد.» | رمان، داستان کوتاه، دراما              |               |
| ۱۹۷۴ |               | ایویند جانسون            | سوئد                                            | زبان سوئدی                  | «به خاطر روایت هنرمندانه، اندیشیدن دربارهٔ سرانجام سرزمین‌ها و اعصار و در خدمت آزادی بودن.» | رمان                                   |               |
| ۱۹۷۴ |               | هاری مارتینسون           | سوئد                                            | زبان سوئدی                  | «به خاطر گرفتن قطره شبنم و بازتاب کیهان در نوشته‌هایش.» | شعر، رمان، دراما                       |               |
| ۱۹۷۵ |               | یوجنیو مونتاله           | ایتالیا                                         | زبان ایتالیایی              | «به پاس اشعار متفاوت او همراه با حساسیت هنرمندانهٔ فوق العادهٔ او، که تفسیر جدیدی از ارزش انسانی را از دیدگاه متفاوت او به زندگی ارائه می‌دهد که خالی از توهم است.»                                                                     | شعر                                    |               |
| ۱۹۷۶ |               | سال بلو                  | ایالات متحده آمریکا                             | زبان انگلیسی                | «برای فهم انسانی و تجزیه دقیق فرهنگ معاصر در کارهایش.» | رمان، داستان کوتاه                     |               |
| ۱۹۷۷ |               | ویسنته آله‌ایخاندره       | اسپانیا                                         | زبان اسپانیایی              | «به پاس نوشتن اشعار خلاقانه با روشن کردن شرایط بشری جهان و جامعهٔ امروزی، که در عین حال نو شدن شعر سنتی اسپانیایی میان دو جنگ را نمایندگی می‌کند.»                                                                                     | شعر                                    |               |
| ۱۹۷۸ |               | ایزاک بشویس سینگر        | ایالات متحده آمریکا                             | زبان ییدیش                  | «به خاطر روایت هنری مهیج او، به همراه ریشه‌های فرهنگ سنتی لهستانی-یهودی، که شرایط زندگی انسان جهانی را به ارمغان می‌آورد.» | رمان، داستان کوتاه                     |               |
| ۱۹۷۹ |               | اودیسیاس الیتیس          | یونان                                           | زبان یونانی                 | «به خاطر اشعارش، که در برابر پس زمینه‌های سنتی یونانی است، و قدرت لذات جسمانی و مبارزه مدرن فکری روشن بینانه برای آزادی و خلاقیت را به تصویر می‌کشد .»                                                                                 | شعر                                    |               |
| ۱۹۸۰ |               | چسواو میوُش               | لهستان · ایالات متحده آمریکا                    | زبان لهستانی                | «به پاس روشن بینی غیرقابل انعطاف و به بلند کردن صدای انسانی در درگیری‌های شدید جهان.» | شعر، انشا                              |               |
| ۱۹۸۱ |               | الیاس کانتی              | بلغارستان · بریتانیا                            | زبان آلمانی                 | «به خاطر آنکه نوشته‌هایش با جهان بینی گسترده، ایده پردازی و قدرت هنرمندانه مشخص شده‌اند.» | رمان، دراما، انشا                      |               |
| ۱۹۸۲ |               | گابریل گارسیا مارکز      | کلمبیا                                          | زبان اسپانیایی              | «به خاطر رمان‌ها و داستان‌های کوتاهش، که در آن جهان واقع گرایانه و رئالیستی در یک جهان پرشده از تصویرهای خیالی به همی می‌پیوندند که بازتاب دهنده زندگی و درگیری‌های یک قارّه است.»                                                        | رمان، داستان کوتاه، فیلمنامه           |               |
| ۱۹۸۳ |               | ویلیام گلدینگ            | بریتانیا                                        | زبان انگلیسی                | «به خاطر رمان‌هایش که با روشن بینی از روایت هنری واقع گرایانه و تنوع و جهان شمولی افسانه‌ها شرایط انسان امروزی را توضیح می‌دهد.» | رمان، شعر، دراما                       |               |
| ۱۹۸۴ |               | یاروسلاو سایفرت          | چکسلواکی                                        | زبان چکی                    | «به پاس اشعارش که با تازگی ارائه شده‌است و نوآوری‌هایی که تصویری آزاد از روح سرکش و همه‌کاره انسان تأمین می‌کند.» | شعر                                    |               |
| ۱۹۸۵ |               | کلود سیمون               | فرانسه                                          | زبان فرانسوی                | «به خاطر آنکه رمان‌هایش شامل خلاقیت‌های شاعرانه و تصویرگرایانه با یک آگاهی عمیق از تصویر شرایط انسانی است.» | رمان                                   |               |
| ۱۹۸۶ |               | وله سوینکا               | نیجریه                                          | زبان انگلیسی                | «به خاطر چشم‌انداز گسترده فرهنگی اش و روش‌های وجودی دراما با لحن شاعرانه‌اش.» | دراما، رمان، شعر                       |               |
| ۱۹۸۷ |               | جوزف برودسکی             | روسیه · ایالات متحده آمریکا                     | زبان انگلیسی و زبان روسی    | «برای تألیف‌های فراگیرش، آغشته با وضوح فکر و شدت شاعرانه.» | شعر                                    |               |
| ۱۹۸۸ |               | نجیب محفوظ               | مصر                                             | زبان عربی                   | «به پاس بالابردن دقت در نکته‌های ظریف و بینایی واقع‌گرایی که به طرز تحریک آمیزی مبهم است و استفاده از فرم روایت عربی که قابل استناد برای تمامی نوع بشر است.»                                                                           | رمان                                   |               |
| ۱۹۸۹ |               | کامیلو خوزه سلا          | اسپانیا                                         | زبان اسپانیایی              | «به پاس نثر غنی او، که با جلوگیری کردن از لحن ترحم‌آمیز چشم‌اندازی از آسیب‌پذیری انسان را ارائه می‌دهد.» | رمان، داستان کوتاه                     |               |
| ۱۹۹۰ |               | اکتاویو پاز              | مکزیک                                           | زبان اسپانیایی              | «به پاس نیم قرن تلاش در زمینه شعر و ادبیات مکزیک.» | شعر، انشا                              |               |
| ۱۹۹۱ |               | نادین گوردیمر            | آفریقای جنوبی                                   | زبان انگلیسی                | «برای آنکه طبق گفتهٔ آلفرد نوبل نوشته‌هایش در زمینه حماسی باشکوه است و همچنین به خاطر آنکه نوشته‌هایش به نفع حقوق انسان‌ها است.» | رمان، داستان کوتاه، انشا               |               |
| ۱۹۹۲ |               | درک والکوت               | سنت لوسیا                                       | زبان انگلیسی                | «به خاطر درخشندگی فوق العادهٔ آثار شاعرانه اش و پایداری یک چشم‌انداز تاریخی که حاصل یک تعهد چند فرهنگی است.» | شعر                                    |               |
| ۱۹۹۳ |               | تونی موریسون             | ایالات متحده آمریکا                             | زبان انگلیسی                | «به خاطر آن که رمان‌هایش با اجازه دادن به رویاپردازی و اصطلاحات شاعرانه یک جنبه ضروری از واقعیت آمریکایی را به زندگی می‌دهد.» | رمان                                   |               |
| ۱۹۹۴ |               | کنزابورو اوئه            | ژاپن                                            | زبان ژاپنی                  | «به خاطر ساختن جهانی ذهنی که در آن واقعیت و افسانه‌ها در هم می‌آمیزند تا تصویری از ناراحتی‌های مخمصه‌های امروزی انسان ارائه بدهد.» | رمان، داستان کوتاه                     |               |
| ۱۹۹۵ |               | شیموس هینی               | جمهوری ایرلند                                   | زبان انگلیسی                | «به خاطر زیبایی و عمق اخلاقی اشعارش که معجزات و زندگی گذشته را نمایش می‌دهد.» | شعر                                    |               |
| ۱۹۹۶ |               | ویسواوا شیمبورسکا        | لهستان                                          | زبان لهستانی                | «به خاطر نکته بینی شعرهایش که به جریان‌های تاریخی و زیست‌شناسی اجازه می‌دهد تا وارد شوند و قطعات واقعیات انسانی را کنار هم بچینند.» | شعر                                    |               |
| ۱۹۹۷ |               | داریو فو                 | ایتالیا                                         | زبان ایتالیایی              | «به خاطر شبیه‌سازی قدرت مشکلات میانسالی و حمایت او از کرامت‌های از بین رفته.» | دراما                                  |               |
| ۱۹۹۸ |               | ژوزه ساراماگو            | پرتغال                                          | زبان پرتغالی                | «به خاطر درآمیختن تمثیل‌های پایدار با تخیل، همدردی و تکرار توانایی‌های ما در برابر دریافتن حقیقت.» | رمان، دراما، شعر                       |               |
| ۱۹۹۹ |               | گونتر گراس               | آلمان                                           | زبان آلمانی                 | «به خاطر به تصویر کشیدن افسانه‌های شاد و سیاه که در گذر تاریخ به دست فراموشی سپرده شده بودند.» | رمان، دراما، شعر                       |               |
| ۲۰۰۰ |               | گائو شینگجیان            | چین فرانسه                                      | زبان‌های چینی                | «به خاطر اعتبار جهانی آثارش، دیدگاه تلخ و خلاقیت‌های زبانی، که راه را برای رمان‌ها و درام‌های چینی باز کرده‌است.» | رمان، دراما، نقد ادبی                  |               |
| ۲۰۰۱ |               | وی. اس. نایپل            | بریتانیا ·                                      | زبان انگلیسی                | «به خاطر داشتن وحدت روایت و بررسی فسادناپذیر در کارهایش که ما را وادار می‌کند تا حضور تاریخی سرکوب را مشاهده کنیم.» | رمان، انشا                             |               |
| ۲۰۰۲ |               | ایمره کرتس               | مجارستان                                        | زبان مجاری                  | «برای استفاده از تجربه شخصی شکننده اش در برابر استبداد وحشیانه تاریخی در نوشته‌هایش.» | رمان                                   |               |
| ۲۰۰۳ |               | جان ماکسول کوتسی         | آفریقای جنوبی                                   | زبان انگلیسی                | «کسی که صورت‌های بی حد و حصر مشارکت‌های خارجی شگفت‌آور را نمایش می‌دهد.» | رمان، انشا، ترجمه                      |               |
| ۲۰۰۴ |               | الفریده یلینک            | اتریش                                           | زبان آلمانی                 | «برای جریان موسیقی صدا و ضدصدا در رمان‌ها و نمایشنامه‌هایش که تعصب زبانی و پوچی کلیشه‌های جامعه و قدرت تسلیم نمایش می‌دهد.» | رمان، دراما                            |               |
| ۲۰۰۵ |               | هارولد پینتر             | بریتانیا                                        | زبان انگلیسی                | «کسی که در نمایشنامه‌هایش پرتگاه‌های پشت پرگویی‌های روزانه را کشف کرده‌است و توانسته‌است به اتاق‌های بسته ظلم و ستم وارد شود.» | دراما                                  |               |
| ۲۰۰۶ |               | اورهان پاموک             | ترکیه                                           | زبان ترکی استانبولی         | «کسی که به جستجوی روح افسرده شهر مادری اش رفت، نمادهای جدیدی از برخورد و بافت فرهنگی کشف کرد.» | رمان، فیلمنامه، انشا                   |               |
| ۲۰۰۷ |               | دوریس لسینگ              | بریتانیا (متولد ایران)                          | زبان انگلیسی                | «حماسه گرایی با تجربه‌های زنانه، که با شک گرایی، آتش و قدرت رؤیا همراه بودو موضوع قرار گرفتن بررسی تمدن‌ها.» | رمان، دراما، شعر، داستان کوتاه         |               |
| ۲۰۰۸ |               | ژان-ماری گوستاو لو کلزیو | فرانسه · موریس                                  | زبان فرانسوی                | «نوشتن از خروج‌های جدید، ماجراجویی‌های شاعرانه و وجد نفسانی، جستجوگر فراانسانی.» | رمان، داستان کوتاه، انشا، ترجمه        |               |
| ۲۰۰۹ |               | هرتا مولر                | آلمان · رومانی                                  | زبان آلمانی                 | «تمرکز بر شعر و نثر ساده دورنمای زندگی کسانی را که زندگی شان مصادره شده به تصویر کشیده‌است.» | رمان، شعر                              |               |
| ۲۰۱۰ |               | ماریو بارگاس یوسا        | پرو · اسپانیا                                   | زبان اسپانیایی              | «برای نمایش ساختار قدرت و تصویرهای بُرّنده از مقاومت‌ها، شورش‌ها و شکست‌های فردی". | رمان، داستان کوتاه، انشا، دراما        |               |
| ۲۰۱۱ |               | توماس ترانسترومر         | سوئد                                            | زبان سوئدی                  | «برای، ایجاز نویسی، تصویر شفاف، و ارائهٔ تازه‌ای از دسترسی واقعیت به ما". | شعر، ترجمه                             |               |
| ۲۰۱۲ |               | مو یان                   | چین                                             | زبان‌های چینی                | «کسی که با رئالیسم توهم زا توانست داستان‌های عامیانه، تاریخی و معاصر را ادغام کند". | رمان، داستان کوتاه                     |               |
| ۲۰۱۳ |               | آلیس مونرو               | کانادا                                          | زبان انگلیسی                | «استاد داستان کوتاه نویسی معاصر» | داستان کوتاه                           |               |
| ۲۰۱۴ |               | پاتریک مودیانو           | فرانسه                                          | زبان فرانسوی                | «به خاطر هنر حافظه که با برانگیختن سرنوشت انسانی غیرقابل فهم و کشف زندگی در جهان از طریق شغل» | رمان                                   |               |
| ۲۰۱۵ |               | سوتلانا الکسیویچ         | بلاروس (متولد اتحاد جماهیر شوروی)               | زبان روسی                   | «به خاطر نوشته‌های چندصدایی‌اش، و یادبود رنج‌ها و شجاعت‌ها در زمانهٔ ما» | تاریخ، انشا                            |               |
| ۲۰۱۶ |               | باب دیلن                 | ایالات متحده آمریکا (متولد ایالات متحده آمریکا) | زبان انگلیسی                | «برای بیان شاعرانه و خلاقانهٔ او در آهنگ‌های عامه‌پسند آمریکایی» | شعر، ترانه‌سرایی                        |               |
| ۲۰۱۷ |               | کازوئو ایشی‌گورو          | بریتانیا (متولد ژاپن)                           | زبان انگلیسی                | «کسی که، در رمان‌هایی با بار عاطفی زیاد، پرتگاهی را زیر احساس غیر واقعی ما در رابطه با کنش‌هایی با دنیای خارج کشف کرده‌است» | رمان، داستان کوتاه                     |               |
| ۲۰۱۸ |               | اولگا توکارچوک           | لهستان                                          | زبان لهستانی                | «برای داستان پردازی خیال‌انگیزی که به همراه دایرةالمعارفی از شور و اشتیاق شدید، شکستن مرزها را به عنوان گونه‌ای از زندگی نشان می‌دهد»                                                                                                   | رمان، داستان کوتاه، شعر، مقاله         |               |
| ۲۰۱۹ |               | پیتر هانتکه              | اتریش                                           | زبان آلمانی                 | «به خاطر فعالیتی مؤثر به همراه نبوغ زبانشناسی‌ای که حد و ویژگی تجربهٔ انسانی را کشف کرده‌بود» | رمان، داستان کوتاه، نمایش              |               |
| ۲۰۲۰ |               | لوئیز گلوک               | ایالات متحده آمریکا                             | زبان انگلیسی                | «برای زبان شاعرانهٔ یگانه‌اش که با زیبایی بی‌تکلف، موجودیت فردی را همگانی می‌کند» | شعر، جستار                             |               |
| ۲۰۲۱ |               | عبدالرزاق گورنه          | سلطان‌نشین زنگبار                                | زبان انگلیسی                | «درک بی چون و چرا و عمیق او از تاثیرات استعمار و سرنوشت پناهجویان در شکاف بین فرهنگ‌ها و قاره‌ها» | رمان, داستان کوتاه، تالیف              |               |
| ۲۰۲۲ |               | آنی ارنو                 | فرانسه                                          | زبان فرانسوی                | «برای شجاعت و تیزهوشی واقع‌بینانه‌ای که به واسطه آن ریشه‌ها، بیگانگی‌ها و محدودیت‌های جمعی حافظه شخصی را کشف می‌کند» | خود‌زندگی‌نامه، رمان                     |               |
| ۲۰۲۳ |               | یون فوسه                 | نروژ                                            | نروژی (نروژی نو)            | «برای نمایشنامه‌ها و نثر بدیع او که به ناگفتنی‌ها صدا می‌دهد» | نمایش، رمان، شعر، نوشتار               |               |
| ۲۰۲۴ |               | هان کانگ                 | کره جنوبی                                       | کره‌ای                       | «به‌خاطر نثر شاعرانه‌اش که با آسیب‌های تاریخی روبه‌رو می‌شود و شکنندگی زندگی بشر را آشکار می‌کند». | رمان، شعر                              |               |

## بر پایهٔ کشور
۱۲۱ برندهٔ جایزهٔ نوبل ادبیات از سال ۱۹۰۱ تا ۲۰۲۴، از کشورهای زیر بوده‌اند:
| کشور                | تعداد جایزه |
| ------------------- | ----------- |
| فرانسه              | ۱۶          |
| ایالات متحده آمریکا | ۱۲          |
| بریتانیا            | ۱۱          |
| آلمان               | ۸           |
| سوئد                | ۸           |
| لهستان              | ۶           |
| ایتالیا             | ۶           |
| اسپانیا             | ۶           |
| ایرلند              | ۴           |
| روسیه/شوروی         | ۴           |
| دانمارک             | ۳           |
| نروژ                | ۳           |
| شیلی                | ۲           |
| چین                 | ۲           |
| یونان               | ۲           |
| ژاپن                | ۲           |
| آفریقای جنوبی       | ۲           |
| سوئیس               | ۲           |
| اتریش               | ۲           |
| استرالیا            | ۱           |
| بلاروس              | ۱           |
| بلژیک               | ۱           |
| بلغارستان           | ۱           |
| کانادا              | ۱           |
| کلمبیا              | ۱           |
| چکسلواکی            | ۱           |
| مصر                 | ۱           |
| فنلاند              | ۱           |
| گواتمالا            | ۱           |
| مجارستان            | ۱           |
| ایسلند              | ۱           |
| هند                 | ۱           |
| اسرائیل             | ۱           |
| موریس               | ۱           |
| مکزیک               | ۱           |
| نیجریه              | ۱           |
| پرو                 | ۱           |
| پرتغال              | ۱           |
| سنت لوسیا           | ۱           |
| ترکیه               | ۱           |
| یوگسلاوی            | ۱           |
| کره جنوبی           | ۱           |

یکی از جوایز با عنوان بدون تابعیت طبقه‌بندی شده‌است. (ایوان بونین، ۱۹۳۳)

## بر پایهٔ جنسیت
۱۱۶ برندهٔ جایزهٔ نوبل ادبیات از سال ۱۹۰۱ تا ۲۰۱۹ را می‌توانید بر اساس تفکیک جنسیت ببینید:
| دهه       | مرد | زن |
| --------- | --- | -- |
| ۱۹۰۹–۱۹۰۰ | ۹   | ۱  |
| ۱۹۱۹–۱۹۱۰ | ۹   | ۰  |
| ۱۹۲۹–۱۹۲۰ | ۸   | ۲  |
| ۱۹۳۹–۱۹۳۰ | ۸   | ۱  |
| ۱۹۴۹–۱۹۴۰ | ۵   | ۱  |
| ۱۹۵۹–۱۹۵۰ | ۱۰  | ۰  |
| ۱۹۶۹–۱۹۶۰ | ۱۰  | ۱  |
| ۱۹۷۹–۱۹۷۰ | ۱۱  | ۰  |
| ۱۹۸۹–۱۹۸۰ | ۱۰  | ۰  |
| ۱۹۹۹–۱۹۹۰ | ۷   | ۳  |
| ۲۰۰۹–۲۰۰۰ | ۷   | ۳  |
| ۲۰۱۹–۲۰۱۰ | ۷   | ۳  |
| مجموع     | ۱۰۱ | ۱۵ |

## به خاطر اثر به خصوص
با اینکه جایزهٔ نوبل ادبیات به خاطر فعالیت نویسندگان طی عمرشان داده می‌شود، اما نه نفر تا به حال توانسته‌اند به خاطر اثر به خصوصی این جایزه را دریافت کنند:
| سال  | نام               | اثر            |
| ---- | ----------------- | -------------- |
| ۱۹۰۲ | تئودور مومسن      | تاریخ روم      |
| ۱۹۱۹ | کارل اشپیتلر      | بهار المپیک    |
| ۱۹۲۰ | کنوت هامسون       | محصول مزرعه    |
| ۱۹۲۴ | ووادیسواف ریمونت  | دهقانان        |
| ۱۹۲۹ | توماس مان         | زوال یک خاندان |
| ۱۹۳۲ | جان گالزورثی      | حماسۀ فورسایت  |
| ۱۹۳۷ | روژه مارتن دو گار | خانواده تیبو   |
| ۱۹۵۴ | ارنست همینگوی     | پیرمرد و دریا  |
| ۱۹۶۵ | میخائیل شولوخف    | دن آرام        |

### یادکردها
1. ↑  "Alfred Nobel – The Man Behind the Nobel Prize". Nobel Foundation. Archived from the original on 2007-10-25. Retrieved 2008-10-16.
2. ↑  "The Nobel Prize Awarders". Nobel Foundation. Archived from the original on 2008-10-15. Retrieved 2008-10-16.
3. ↑  "The Nobel Prize". Nobel Foundation. Archived from the original on 2008-10-15. Retrieved 2008-10-07.
4. ↑  "Winners of the Nobel Prize for Literature | Nobel Prize in Literature". Encyclopedia Britannica (به انگلیسی). Archived from the original on 2017-08-24. Retrieved 2017-08-24.
5. ↑  "The Nobel Prize Amounts (Prize Amount Converted into 2007 Year's Monetary Value)" (به انگلیسی). Nobel Foundation. 2008-07-31. Archived from the original on 2017-09-10. Retrieved 2019-09-28.
6. ↑  "The Nobel Prize Award Ceremonies". Nobel Foundation. Archived from the original on 2008-08-22. Retrieved 2008-10-16.
7. 1 2 3 4 5 6 7  "All Nobel Laureates in Literature". Nobel Foundation. Archived from the original on 2008-10-15. Retrieved 2008-10-16.
8. ↑  Flood, Alison (2015-01-05). "Jean-Paul Sartre rejected Nobel prize in a letter to jury that arrived too late". The Guardian (به انگلیسی). ISSN 0261-3077. Archived from the original on 2017-09-10. Retrieved 2017-08-24.
9. ↑  "Nobel Laureates Facts". Nobel Foundation. Archived from the original on 2007-02-02. Retrieved 2008-10-16.
10. 1 2 3 4 5 6 7 8  "Facts on the Nobel Prize in Literature" (به انگلیسی). Nobel Foundation. 5 October 2009. Archived from the original on 28 September 2019. Retrieved 2019-09-28.
11. 1 2  "Number of Nobel Laureates in Literature" (به انگلیسی). Nobel Foundation. 5 October 2009. Archived from the original on 8 October 2019. Retrieved 2019-09-28.
12. ↑  "Women Nobel Laureates". Nobel Foundation. Archived from the original on 2008-09-28. Retrieved 2008-10-16.
13. ↑  "Nobel Prize winners: How many women have won awards?". Telegraph.co.uk (به انگلیسی). Archived from the original on 2017-08-24. Retrieved 2017-08-24.
14. ↑  "2018 Nobel Prize In Literature Is A Casualty Of Sex-Abuse Scandal". NPR. NPR. Archived from the original on 11 November 2018. Retrieved 1 November 2018.
15. ↑  "Nomination of The Iranian Author for Nobel Laureates in Literature" (به انگلیسی). Nobel Foundation. 2008-10-16. Archived from the original on 1 January 2015. Retrieved 2019-09-28.
16. ↑  "Nobel Prize in Literature 1901". Nobel Foundation. Archived from the original on 2008-10-21. Retrieved 2008-10-17.
17. ↑  "Nobel Prize in Literature 1902". Nobel Foundation. Archived from the original on 2008-10-11. Retrieved 2008-10-17.
18. ↑  "Nobel Prize in Literature 1903". Nobel Foundation. Archived from the original on 2008-10-11. Retrieved 2008-10-17.
19. 1 2  "Nobel Prize in Literature 1904". Nobel Foundation. Archived from the original on 2008-10-11. Retrieved 2008-10-17.
20. ↑  "Nobel Prize in Literature 1905". Nobel Foundation. Archived from the original on 2008-10-11. Retrieved 2008-10-17.
21. ↑  "Nobel Prize in Literature 1906". Nobel Foundation. Archived from the original on 2008-10-11. Retrieved 2008-10-17.
22. ↑  "Nobel Prize in Literature 1907". Nobel Foundation. Archived from the original on 2008-10-17. Retrieved 2008-10-17.
23. ↑  "Nobel Prize in Literature 1908". Nobel Foundation. Archived from the original on 2008-10-11. Retrieved 2008-10-17.
24. ↑  "Nobel Prize in Literature 1909". Nobel Foundation. Archived from the original on 2008-10-17. Retrieved 2008-10-17.
25. ↑  "Nobel Prize in Literature 1910". Nobel Foundation. Archived from the original on 2008-10-11. Retrieved 2008-10-17.
26. ↑  "Nobel Prize in Literature 1911". Nobel Foundation. Archived from the original on 2008-10-21. Retrieved 2008-10-17.
27. ↑  "Nobel Prize in Literature 1912". Nobel Foundation. Archived from the original on 2008-10-11. Retrieved 2008-10-17.
28. ↑  "Nobel Prize in Literature 1913". Nobel Foundation. Archived from the original on 2008-10-15. Retrieved 2008-10-17.
29. ↑  "Nobel Prize in Literature 1915". Nobel Foundation. Archived from the original on 2008-10-11. Retrieved 2008-10-17.
30. ↑  "Nobel Prize in Literature 1916". Nobel Foundation. Archived from the original on 2008-10-11. Retrieved 2008-10-17.
31. 1 2  "Nobel Prize in Literature 1917". Nobel Foundation. Archived from the original on 2008-10-21. Retrieved 2008-10-17.
32. ↑  "Nobel Prize in Literature 1919". Nobel Foundation. Archived from the original on 2008-10-11. Retrieved 2008-10-17.
33. ↑  "Nobel Prize in Literature 1920". Nobel Foundation. Archived from the original on 2008-10-11. Retrieved 2008-10-17.
34. ↑  "Nobel Prize in Literature 1921". Nobel Foundation. Archived from the original on 2008-10-11. Retrieved 2008-10-17.
35. ↑  "Nobel Prize in Literature 1922". Nobel Foundation. Archived from the original on 2008-10-11. Retrieved 2008-10-17.
36. ↑  "Nobel Prize in Literature 1923". Nobel Foundation. Archived from the original on 2008-10-19. Retrieved 2008-10-17.
37. ↑  "Nobel Prize in Literature 1924". Nobel Foundation. Archived from the original on 2008-10-15. Retrieved 2008-10-17.
38. ↑  "George Bernard Shaw | Irish dramatist and critic". Encyclopedia Britannica (به انگلیسی). Archived from the original on 2018-03-10. Retrieved 2018-02-18.
39. ↑  "Nobel Prize in Literature 1925". Nobel Foundation. Archived from the original on 2008-10-17. Retrieved 2008-10-17.
40. ↑  "Nobel Prize in Literature 1926". Nobel Foundation. Archived from the original on 2008-10-11. Retrieved 2008-10-17.
41. ↑  "Nobel Prize in Literature 1927". Nobel Foundation. Archived from the original on 2008-10-11. Retrieved 2008-10-17.
42. ↑  "Nobel Prize in Literature 1928". Nobel Foundation. Archived from the original on 2008-10-11. Retrieved 2008-10-17.
43. ↑  "Nobel Prize in Literature 1929". Nobel Foundation. Archived from the original on 2008-10-21. Retrieved 2008-10-17.
44. ↑  "Nobel Prize in Literature 1930". Nobel Foundation. Archived from the original on 2008-10-17. Retrieved 2008-10-17.
45. ↑  "Nobel Prize in Literature 1931". Nobel Foundation. Archived from the original on 2008-10-11. Retrieved 2008-10-17.
46. ↑  "Nobel Prize in Literature 1932". Nobel Foundation. Archived from the original on 2008-10-11. Retrieved 2008-10-17.
47. ↑  "Nobel Prize in Literature 1933". Nobel Foundation. Archived from the original on 2008-10-21. Retrieved 2008-10-17.
48. ↑  "Nobel Prize in Literature 1934". Nobel Foundation. Archived from the original on 2008-10-11. Retrieved 2008-10-17.
49. ↑  "Nobel Prize in Literature 1936". Nobel Foundation. Archived from the original on 2008-10-11. Retrieved 2008-10-17.
50. ↑  "Nobel Prize in Literature 1937". Nobel Foundation. Archived from the original on 2008-10-21. Retrieved 2008-10-17.
51. ↑  "Nobel Prize in Literature 1938". Nobel Foundation. Archived from the original on 2009-02-18. Retrieved 2008-10-17.
52. ↑  "Nobel Prize in Literature 1939". Nobel Foundation. Archived from the original on 2008-10-11. Retrieved 2008-10-17.
53. ↑  "Nobel Prize in Literature 1944". Nobel Foundation. Archived from the original on 2008-10-21. Retrieved 2008-10-17.
54. ↑  "Nobel Prize in Literature 1945". Nobel Foundation. Archived from the original on 2008-10-21. Retrieved 2008-10-17.
55. ↑  "Nobel Prize in Literature 1946". Nobel Foundation. Archived from the original on 2008-10-20. Retrieved 2008-10-17.
56. ↑  "Nobel Prize in Literature 1947". Nobel Foundation. Archived from the original on 2008-10-11. Retrieved 2008-10-17.
57. ↑  "Nobel Prize in Literature 1948". Nobel Foundation. Archived from the original on 2008-10-21. Retrieved 2008-10-17.
58. ↑  "Nobel Prize in Literature 1949". Nobel Foundation. Archived from the original on 2008-10-19. Retrieved 2008-10-17.
59. ↑  "Nobel Prize in Literature 1950". Nobel Foundation. Archived from the original on 2008-10-11. Retrieved 2008-10-17.
60. ↑  "Nobel Prize in Literature 1951". Nobel Foundation. Archived from the original on 2008-10-11. Retrieved 2008-10-17.
61. ↑  "Nobel Prize in Literature 1952". Nobel Foundation. Archived from the original on 2008-10-11. Retrieved 2008-10-17.
62. ↑  "Nobel Prize in Literature 1953". Nobel Foundation. Archived from the original on 2008-10-21. Retrieved 2008-10-17.
63. ↑  "Nobel Prize in Literature 1954". Nobel Foundation. Archived from the original on 2008-10-17. Retrieved 2008-10-17.
64. ↑  "Nobel Prize in Literature 1955". Nobel Foundation. Archived from the original on 2008-10-11. Retrieved 2008-10-17.
65. ↑  "Nobel Prize in Literature 1956". Nobel Foundation. Archived from the original on 2008-10-08. Retrieved 2008-10-17.
66. ↑  "Nobel Prize in Literature 1957". Nobel Foundation. Archived from the original on 2008-10-21. Retrieved 2008-10-17.
67. ↑  "Nobel Prize in Literature 1958". Nobel Foundation. Archived from the original on 2008-10-21. Retrieved 2008-10-17.
68. ↑  "Nobel Prize in Literature 1959". Nobel Foundation. Archived from the original on 2008-10-11. Retrieved 2008-10-17.
69. ↑  "Nobel Prize in Literature 1960". Nobel Foundation. Archived from the original on 2008-10-11. Retrieved 2008-10-17.
70. ↑  "Nobel Prize in Literature 1961". Nobel Foundation. Archived from the original on 2008-10-21. Retrieved 2008-10-17.
71. ↑  "Nobel Prize in Literature 1962". Nobel Foundation. Archived from the original on 2008-10-21. Retrieved 2008-10-17.
72. ↑  "Nobel Prize in Literature 1963". Nobel Foundation. Archived from the original on 2008-10-08. Retrieved 2008-10-17.
73. ↑  "Nobel Prize in Literature 1964". Nobel Foundation. Archived from the original on 2008-10-20. Retrieved 2008-10-17.
74. ↑  "Nobel Prize in Literature 1965". Nobel Foundation. Archived from the original on 2008-10-21. Retrieved 2008-10-17.
75. 1 2  "Nobel Prize in Literature 1966". Nobel Foundation. Archived from the original on 2008-10-21. Retrieved 2008-10-17.
76. ↑  "Nobel Prize in Literature 1967". Nobel Foundation. Archived from the original on 2008-10-11. Retrieved 2008-10-17.
77. ↑  "Nobel Prize in Literature 1968". Nobel Foundation. Archived from the original on 2008-10-21. Retrieved 2008-10-17.
78. ↑  "Nobel Prize in Literature 1969". Nobel Foundation. Archived from the original on 2008-10-11. Retrieved 2008-10-17.
79. ↑  "Nobel Prize in Literature 1970". Nobel Foundation. Archived from the original on 2008-10-21. Retrieved 2008-10-17.
80. ↑  "Nobel Prize in Literature 1971". Nobel Foundation. Archived from the original on 2008-10-11. Retrieved 2008-10-17.
81. ↑  "Nobel Prize in Literature 1972". Nobel Foundation. Archived from the original on 2008-10-11. Retrieved 2008-10-17.
82. ↑  "Nobel Prize in Literature 1973". Nobel Foundation. Archived from the original on 2008-10-11. Retrieved 2008-10-17.
83. 1 2  "Nobel Prize in Literature 1974". Nobel Foundation. Archived from the original on 2008-10-11. Retrieved 2008-10-17.
84. ↑  "Nobel Prize in Literature 1975". Nobel Foundation. Archived from the original on 2008-10-11. Retrieved 2008-10-17.
85. ↑  "Nobel Prize in Literature 1976". Nobel Foundation. Archived from the original on 2008-10-19. Retrieved 2008-10-17.
86. ↑  "Nobel Prize in Literature 1977". Nobel Foundation. Archived from the original on 2008-10-11. Retrieved 2008-10-17.
87. ↑  "Nobel Prize in Literature 1978". Nobel Foundation. Archived from the original on 2011-02-22. Retrieved 2008-10-17.
88. ↑  "Nobel Prize in Literature 1979". Nobel Foundation. Archived from the original on 2008-10-08. Retrieved 2008-10-17.
89. ↑  "Nobel Prize in Literature 1980". Nobel Foundation. Archived from the original on 2008-10-11. Retrieved 2008-10-17.
90. ↑  "Nobel Prize in Literature 1981". Nobel Foundation. Archived from the original on 2008-10-19. Retrieved 2008-10-17.
91. ↑  "Nobel Prize in Literature 1982". Nobel Foundation. Archived from the original on 2008-10-17. Retrieved 2008-10-17.
92. ↑  "Nobel Prize in Literature 1983". Nobel Foundation. Archived from the original on 2008-10-21. Retrieved 2008-10-17.
93. ↑  "Nobel Prize in Literature 1984". Nobel Foundation. Archived from the original on 2008-10-11. Retrieved 2008-10-17.
94. ↑  "Nobel Prize in Literature 1985". Nobel Foundation. Archived from the original on 2008-10-17. Retrieved 2008-10-17.
95. ↑  "Nobel Prize in Literature 1986". Nobel Foundation. Archived from the original on 2008-10-11. Retrieved 2008-10-17.
96. ↑  "Nobel Prize in Literature 1987". Nobel Foundation. Archived from the original on 2008-10-19. Retrieved 2008-10-17.
97. ↑  "Nobel Prize in Literature 1988". Nobel Foundation. Archived from the original on 2008-10-11. Retrieved 2008-10-17.
98. ↑  "Nobel Prize in Literature 1989". Nobel Foundation. Archived from the original on 2008-10-11. Retrieved 2008-10-17.
99. ↑  "Nobel Prize in Literature 1990". Nobel Foundation. Archived from the original on 2008-10-19. Retrieved 2008-10-17.
100. ↑  "Nobel Prize in Literature 1991". Nobel Foundation. Archived from the original on 2008-10-21. Retrieved 2008-10-17.
101. ↑  "Nobel Prize in Literature 1992". Nobel Foundation. Archived from the original on 2008-10-17. Retrieved 2008-10-17.
102. ↑  "Nobel Prize in Literature 1993". Nobel Foundation. Archived from the original on 2009-03-21. Retrieved 2008-10-17.
103. ↑  "Nobel Prize in Literature 1994". Nobel Foundation. Archived from the original on 2008-10-19. Retrieved 2008-10-17.
104. ↑  "Nobel Prize in Literature 1995". Nobel Foundation. Archived from the original on 2008-10-19. Retrieved 2008-10-17.
105. ↑  "Nobel Prize in Literature 1996". Nobel Foundation. Archived from the original on 2008-10-19. Retrieved 2008-10-17.
106. ↑  "Nobel Prize in Literature 1997". Nobel Foundation. Archived from the original on 2008-10-11. Retrieved 2008-10-17.
107. ↑  "Nobel Prize in Literature 1998". Nobel Foundation. Archived from the original on 2008-10-19. Retrieved 2008-10-17.
108. ↑  "Nobel Prize in Literature 1999". Nobel Foundation. Archived from the original on 2008-10-17. Retrieved 2008-10-17.
109. ↑  "Nobel Prize in Literature 2000". Nobel Foundation. Archived from the original on 2008-10-17. Retrieved 2008-10-17.
110. ↑  "Nobel Prize in Literature 2001". Nobel Foundation. Archived from the original on 2016-02-01. Retrieved 2008-10-17.
111. ↑  "Nobel Prize in Literature 2002". Nobel Foundation. Archived from the original on 2008-10-21. Retrieved 2008-10-17.
112. ↑  "Nobel Prize in Literature 2003". Nobel Foundation. Archived from the original on 2008-10-19. Retrieved 2008-10-17.
113. ↑  "Nobel Prize in Literature 2004". Nobel Foundation. Archived from the original on 2008-10-21. Retrieved 2008-10-17.
114. ↑  "Nobel Prize in Literature 2005". Nobel Foundation. Archived from the original on 2008-10-17. Retrieved 2008-10-17.
115. ↑  "Nobel Prize in Literature 2006". Nobel Foundation. Archived from the original on 2008-10-16. Retrieved 2008-10-17.
116. ↑  "Nobel Prize in Literature 2007". Nobel Foundation. Archived from the original on 2008-10-16. Retrieved 2008-10-17.
117. ↑  "Nobel Prize in Literature 2008". Nobel Foundation. Archived from the original on 12 October 2008. Retrieved 14 October 2008.
118. ↑  "Nobel Prize in Literature 2009". Nobel Foundation. Archived from the original on 11 October 2009. Retrieved 8 October 2009.
119. ↑  "Nobel Prize in Literature 2010". Nobel Foundation. Archived from the original on 9 October 2010. Retrieved 7 October 2010.
120. ↑  "Nobel Prize in Literature 2011". Nobel Foundation. Archived from the original on 7 October 2011. Retrieved 6 October 2011.
121. ↑  "Nobel Prize in Literature 2012". Nobel Foundation. Archived from the original on 10 October 2012. Retrieved 11 October 2012.
122. ↑  "Nobel Prize in Literature 2013". Nobel Foundation. Archived from the original on 10 October 2013. Retrieved 27 January 2013.
123. ↑  "Nobel Prize in Literature 2014". Nobel Foundation. Archived from the original on 31 December 2014. Retrieved 24 December 2014.
124. ↑  "Nobel Prize in Literature 2015". Nobel Foundation. Archived from the original on 21 September 2015. Retrieved 8 October 2015.
125. ↑  "Nobel Prize in Literature 2016" (PDF). Nobel Foundation. Archived from the original (PDF) on 2017-09-20. Retrieved 13 October 2016.
126. ↑  "The Nobel Prize in Literature 2017 – Press Release". Nobel Prize. Archived from the original on 5 October 2017. Retrieved 5 October 2017.
127. ↑  "Nobel Prize in Literature 2018". Nobel Foundation. Archived from the original on 1 June 2020. Retrieved 2019-10-10.
128. ↑  "The Nobel Prize in Literature 2019". NobelPrize.org (به انگلیسی). Archived from the original on 26 September 2019. Retrieved 2019-10-10.
129. ↑  «The Nobel Prize in Literature 2020». nobelprize.org. ۸ اکتبر ۲۰۲۰. دریافت‌شده در ۸ اکتبر ۲۰۲۰.
130. ↑  "The Nobel Prize in Literature 2021". NobelPrize.org (به انگلیسی). Retrieved 2021-10-07.
131. ↑  "The Nobel Prize in Literature 2022". NobelPrize.org (به انگلیسی). Retrieved 6 October 2022.
132. ↑  «یون فوسه، نویسنده نروژی، برنده جایزه نوبل ادبیات شد». بی‌بی‌سی فارسی. ۵ اکتبر ۲۰۲۳. دریافت‌شده در ۱۹ اکتبر ۲۰۲۳.
133. ↑  The Nobel Prize in Literature 2024 nobelprize.org